# Montalto Dora
Montalto Dora – miejscowość i gmina we Włoszech, w regionie Piemont, w prowincji Turyn.
Według danych na rok 2004 gminę zamieszkiwało 3465 osób, 495 os./km².